# Tim McIlrath
Tim McIlrath (Indianápolis, 3 de novembro de 1978) é um cantor e compositor mais conhecido por ser o guitarrista e vocalista da banda norte-americana Rise Against. Ele tem sido vegetariano desde os 17 anos, apoia os direitos dos animais e promove o PETA com sua banda e é Straight Edge.

## Biografia

### No Início
Timothy J. McIlrath nasceu em 3 de novembro de 1979 em Arlington Heights, Illinois. Quando criança, leu livros como 1984, de George Orwell e Admirável Mundo Novo de Aldous Huxley, que mais tarde iria influenciar o seu trabalho. Começou a frequentar uma escola católica, e era constantemente caçoado por ter um olho castanho e o outro olho azul.(uma anomalia genética conhecida como Heterocromia.)

### Baxter
Ele começou a carreira musical ainda adolescente, sua primeira banda era chamada Baxter, formada em 1995 junto com o futuro baterista da banda The Lawrence Arms, Neil Hennessy e o futuro baixista da banda The Killing Tree, Geoff Reu. Logo ela se tornou uma banda popular no cenário underground de Chicago. Baxter foi apresentada ao grande cenário de Chicago abrindo shows das bandas Good Riddance, Braid, Hot Water Music, Slapstick, Alkaline Trio e Strife.
Em 1997, a banda lançou o 7º EP Lost Voices no Static Station Records. Depois de um tour local, a banda acabou.

### Rise Against
Em 1999 ele formou a banda Rise Against junto com o baixista Jonathan Prince, Dan Precision na guitarra e Brandon Bames na bateria. Eles gravaram o primeiro álbum The Unraveling na gravadora independente Fat Wreck Chords em 2001.
Em 2003 o guitarrista Dan Precision saiu, e Todd Mohney entrou em seu lugar. Mais tarde eles lançaram o segundo álbum RPM que foi muito bem recebido e teve um grande sucesso, e é considerado por muitos como o melhor trabalho da banda. Eles fizeram um tour nos Estados Unidos nesse ano, e no final Todd saiu. Para substituir seu lugar, foi chamado o guitarrista Chris Chasse, que entrou em 2004 e eles lançaram outro álbum pela gravadora Geffen Records, chamado Siren Song of the Counter Culture.
Com os singles "Give It All", "Swing Life Away" e "Life Less Frightening", Rise Against se tornou muito popular. Depois de mais alguns tours (incluindo um tour na Europa), a banda voltou para o estúdio e gravaram o quarto álbum The Sufferer & The Witness, que incluía cinco singles ("Ready to Fall", "Prayer of the Refugee", "The Good Left Undone", "Behind Closed Doors" e "The Approaching Curve").
Eles tinham terminado o tour e foram ao estúdio para fazer o próximo álbum, quando Chris Chasse deixou a banda para prosseguir a vida familiar. Tim também participa da banda The Killing Tree junto com o guitarrista Todd Mohney, todos os membros usam pseudóminos em preocupação com a banda.
Rise Against gravou o penultimo álbum Appeal to Reason com a ajuda do guitarrista Zach Blair, que agora é um membro permanente. Appeal to Reason foi lançado em 7 de Outubro, 2008. Dessa vez a gravadora foi The Blasting Room, com Bill Stevenson e Jason Livermore, que ajudaram a produzir Revolutions Per Minute e The Sufferer & The Witness